# Växjö Lakers Hockey
I Växjö Lakers sono un club di hockey su ghiaccio con sede a Växjö, in Svezia.
Gioca le proprie partite interne alla Vida Arena, struttura aperta ufficialmente nel settembre 2011.

## Storia
Fondati nel 1997 dopo il fallimento del Växjö HC, i Växjö Lakers sono partiti dal campionato di Division 4 (sesta serie nazionale) conquistando per un periodo la promozione ogni due anni: raggiunta con un doppio salto la Division 2 nell'anno 1999, la squadra fu promossa in Division 1 nel 2001 e quindi in Hockeyallsvenskan nel 2003.
Dopo 8 stagioni giocati in seconda serie, il primo posto nel girone delle Kvalserien 2011 ha permesso ai Växjö Lakers, capitanati da Johan Markusson, di disputare per la prima volta nella loro storia il campionato di Elitserien. Il primo torneo nella massima divisione, che ha rappresentato anche l'esordio del club alla Vida Arena, è coinciso con un 9º posto finale.
I Lakers nella stagione 2014-2015 conquistarono il primo titolo nazionale della loro storia, bissato poi nel 2017-2018.

## Collegamenti esterni

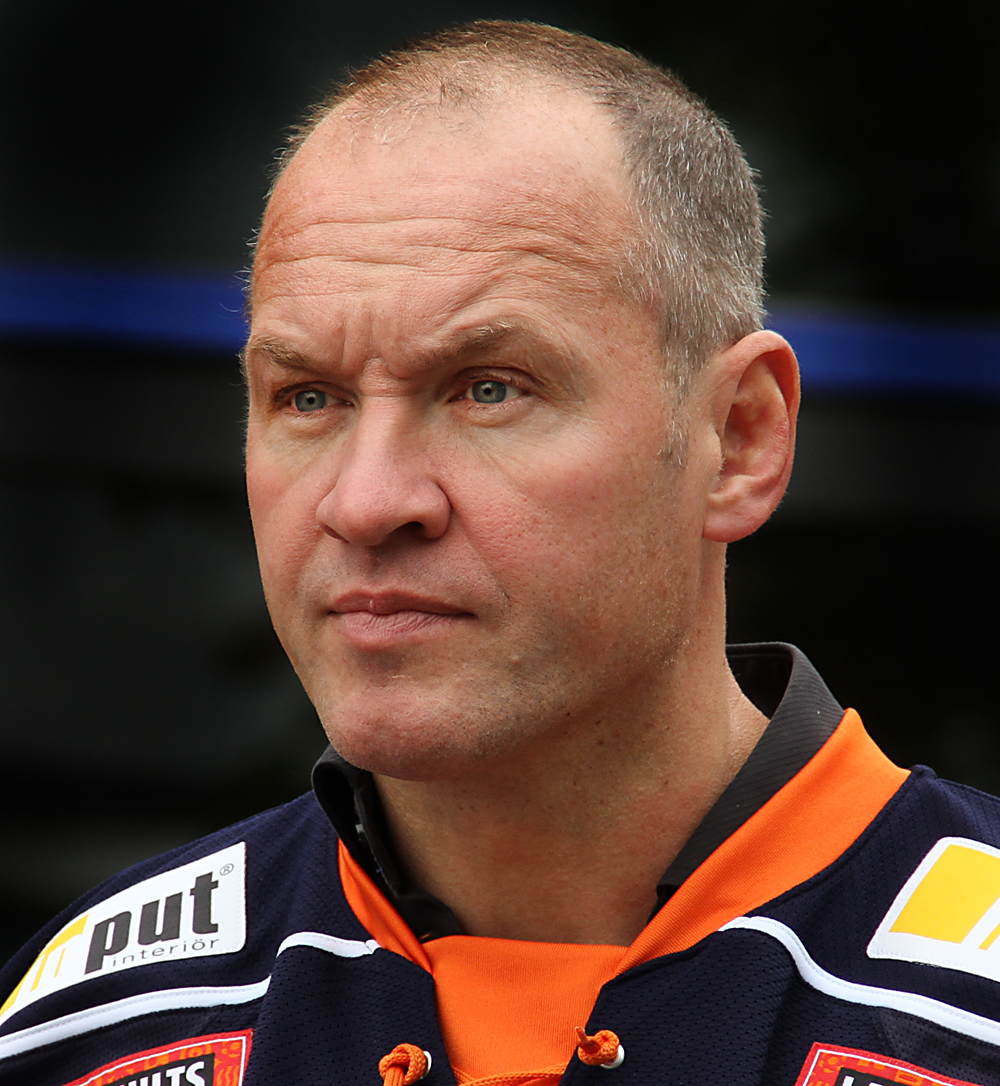
Janne Karlsson, coach che contribuì alla promozione in Elitserien